# 오르차노피사노
오르차노피사노 (Orciano Pisano) 이탈리아 토스카나주의 피사도에 위치한 코무네 (지방자치단체)이다. 피렌체에서 남서쪽 약 70 킬로미터 (43 mi) 피사에서 동남쪽 약 25 킬로미터 (16 mi) 거리에 있다.
콜레살베티, 파울리아, 로렌차나, 로시냐노마리티모, 산타루체 등과 경계를 이루고 있다.
볼테라에 이르는 오르차노 지역은 고래, 상어 그리고 1875년 로베르토 롤리가 발견한 '플리오포카 에트루스카' 같은 물범 등의 해양 척추동물의 화석이 풍부한 곳이다. 400만 년 전에 살았던 대왕고래의 유해가 이곳에서 발견되어 현재 피렌체 대학교의 자연사 박물관에 소장 중이다. 오르차노피사노에서 발견된 다른 고래류 화석들은 피사 대학교 자연사 박물관에 소장 중이다.